# Lyndsey Fry
Lyndsey Fry (* 30. Oktober 1992 in Mesa, Arizona) ist eine US-amerikanische Eishockey- und Inlinehockeyspielerin. Fry war von 2012 bis 2014 Mitglied der Frauen-Eishockeynationalmannschaft der Vereinigten Staaten und gewann einmal die Weltmeisterschaft sowie die Silbermedaille bei den Olympischen Winterspielen 2014.

## Karriere
Fry wurde im Bundesstaat Arizona geboren und verbrachte dort auch ihre Highschool-Zeit an der Arizona Connections Academy. Dem Eishockeyspielen ging sie bei den Chandler Polar Bears in ihrem Heimatort und bei den Colorado Selects nach. Als Jugendspielerin nahm die Stürmerin mit der US-amerikanischen U18-Juniorinnen-Auswahl in den Jahren 2009 und 2010 an der U18-Frauen-Weltmeisterschaft teil. Dabei gewann sie eine Gold- sowie eine Silbermedaille. Zum Schuljahr 2010/11 zog es Fry an die Harvard University, wo sie in den folgenden fünf Jahren mit einer Unterbrechung ihrem Studium nachging und parallel dazu für das Eishockeyteam der Universität in der ECAC Hockey, einer Division im Spielbetrieb der National Collegiate Athletic Association, auflief.
In Diensten der Crimson wurde die Offensivspielerin zu Beginn der Saison 2012/13 erstmals für die Frauen-Eishockeynationalmannschaft der Vereinigten Staaten nominiert und nahm mit dieser am 4 Nations Cup 2012 teil. In derselben Spielzeit absolvierte sie mit der Mannschaft auch die Weltmeisterschaft 2013, bei der sie mit den US-Amerikanerinnen die Goldmedaille gewann. Vor dem Beginn ihres eigentlich vierten und letzten Studienjahres verließ Fry die Universität und ließ sich vom US-amerikanischen Eishockeyverband USA Hockey in Vorbereitung auf die Olympischen Winterspiele 2014 in Sotschi verpflichten. Dort gewann sie mit dem Team die olympische Silbermedaille. Im Anschluss an diesen Erfolg kehrte die Offensivspielerin zum Schuljahr 2014/15 an die Harvard University zurück und schloss in der Folge ihr Studium ab.
In der Folge verzichtete Fry darauf, ins Profitum zu wechseln, sondern widmete sich mit Hilfe der von ihr ins Leben gerufenen Lyndsey Fry Hockey Camps der landesweiten Ausbildung und Förderung junger Mädchen im Eishockeysport. Persönlich setzte Fry ihren Fokus auf das Inlinehockey. Seit 2016 gehört sie der Frauen-Inlinehockeynationalmannschaft der Vereinigten Staaten an und nahm mit dieser im Jahr 2016 an der Weltmeisterschaft der Fédération Internationale de Roller Sports (FIRS) teil, wo sie die Silbermedaille gewann. Darüber hinaus ist sie als Trainerin der U18-Auswahl tätig.

## Erfolge und Auszeichnungen
- 2009 Goldmedaille bei der U18-Frauen-Weltmeisterschaft
- 2010 Silbermedaille bei der U18-Frauen-Weltmeisterschaft
- 2013 Goldmedaille bei der Weltmeisterschaft
- 2014 Silbermedaille bei den Olympischen Winterspielen

## Karrierestatistik

### International
Vertrat die USA bei:
- U18-Frauen-Weltmeisterschaft 2009
- U18-Frauen-Weltmeisterschaft 2010
- Weltmeisterschaft 2013
- Olympischen Winterspielen 2014

(Legende zur Spielerstatistik: Sp oder GP = absolvierte Spiele; T oder G = erzielte Tore; V oder A = erzielte Assists; Pkt oder Pts = erzielte Scorerpunkte; SM oder PIM = erhaltene Strafminuten; +/− = Plus/Minus-Bilanz; PP = erzielte Überzahltore; SH = erzielte Unterzahltore; GW = erzielte Siegtore; 1 Play-downs/Relegation; Kursiv: Statistik nicht vollständig)